# 罗伯特·布鲁斯·梅里菲尔德
罗伯特·布鲁斯·梅里菲尔德（英語：Robert Bruce Merrifield，1921年7月15日—2006年5月14日），美国生物化学家，1984年诺贝尔化学奖获得者，最主要的贡献是发明了固相接肽技术。